# Urotrygon cimar
Urotrygon cimar is een vissensoort uit de familie van de Urotrygonidae. De wetenschappelijke naam van de soort is voor het eerst geldig gepubliceerd in 1998 door López S. & Bussing.